# Pyura setosa
Pyura setosa är en sjöpungsart som först beskrevs av Sluiter 1905.  Pyura setosa ingår i släktet Pyura och familjen lädermantlade sjöpungar.
Artens utbredningsområde är Södra Ishavet. Inga underarter finns listade i Catalogue of Life.